# Кураково (Белёвский район)
Кураково — деревня в Белёвском районе Тульской области России. Население - 373 человека (2021). 
В рамках административно-территориального устройства является центром Кураковского сельского округа Белёвского района, в рамках организации местного самоуправления включается в сельское поселение Правобережное.

## География
Расположена в 103 км к юго-западу от Тулы и в 5 км к востоку от райцентра, города Белёва.

## Население
| 2002 | 2010 |
| ---- | ---- |
| 473  | ↘356 |